# Mercedes-Benz Viano
Mercedes-Benz Viano — це повнорозмірні мінівени, що виготовлялися концерном DaimlerChrysler в період з 2003 по 2014 рік на основі мікроавтобусів і фургонів Mercedes-Benz Vito другого покоління. Viano прийшов на заміну V-класу.

## Опис
У конструкції нових Viano від попередників не залишилося по суті нічого спільного. Якщо колишні V-клас були передньопривідними, з поперечним розташованим силовим агрегатом, то тепер двигун і коробка передач розташовуються поздовжньо, а привід - задній. Це дозволило позбутися вібрацій на кермовому колесі, а також збільшити пасивну безпеку. Розробники оснастили автомобілі такими системами безпеки: це система автоматичного регулювання динаміки автомобіля ESP, що включає антиблокувальну систему ABS, антипробуксовочну систему ASR, електронну систему розподілу гальмівних сил і гідравлічну систему екстреного гальмування. Триточкові ремені безпеки на всіх сидіннях, натягувачі стрічки ременя безпеки на сидіннях водія і переднього пасажира входять в серійну комплектацію. Подушка безпеки для водія і переднього пасажира у всіх версіях. Крім цього, на стороні переднього пасажира за бажанням можуть встановлюватися подвійні подушки безпеки й віконні подушки безпеки. Разом з сидіннями підвищеної комфортності (опція) також пропонуються нові бічні подушки безпеки для захисту грудної клітки. Істотно покращилася реакція автомобіля при зіткненні з перешкодою: підвищилася його міцність, жорсткість, удосконалилися характеристики вигину, перекосу і скручування для всіх версій. У передній частині розташовані деформуються зони, які при зіткненні поглинають максимальну частину кінетичної енергії, а при незначних ДТП запобігають ушкодженню поздовжніх балок рами.

## Обладнання
Стандартна комплектація Viano передбачає наявність: системи динамічної стабілізації ESP, подушки безпеки водія і переднього пасажира, автоматичної коробки передач, підігріву передніх сидінь, багатофункціонального рульового колеса, передніх електросклопідйомників, додаткового обігрівача салону і клімат-контролю. 
Опціональна комплектація фургона включає в себе: кришталево-біле фарбування кузова, легкосплавні диски, спортивну підвіску, біксенонові фари, камеру заднього виду, шкіряну обробку керма, автоматичний клімат-контроль, рейлінги на даху, навігаційну систему, високоякісну аудіосистему, компактний холодильник і розкладний стіл. 

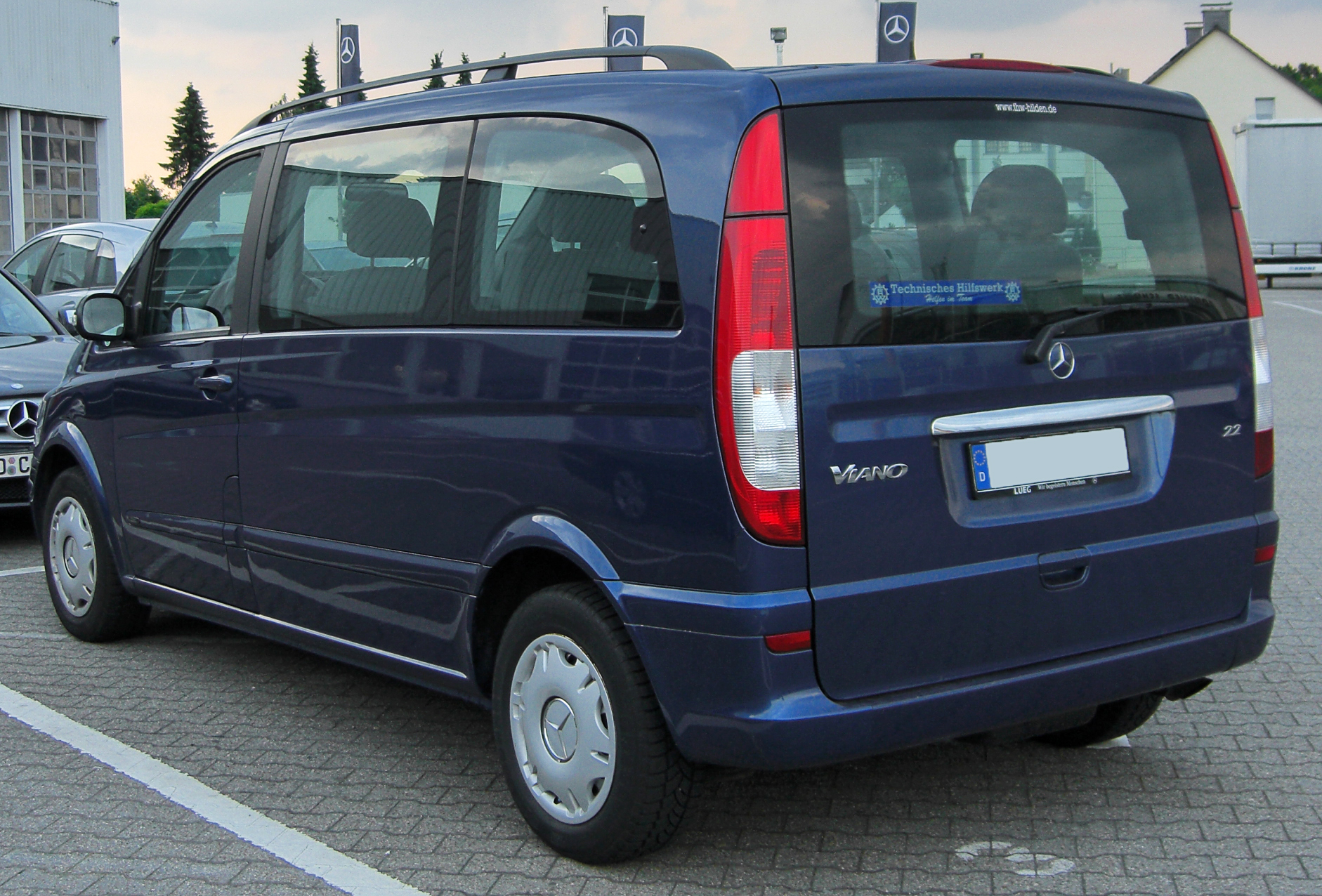
Mercedes-Benz Viano (2003-2010)
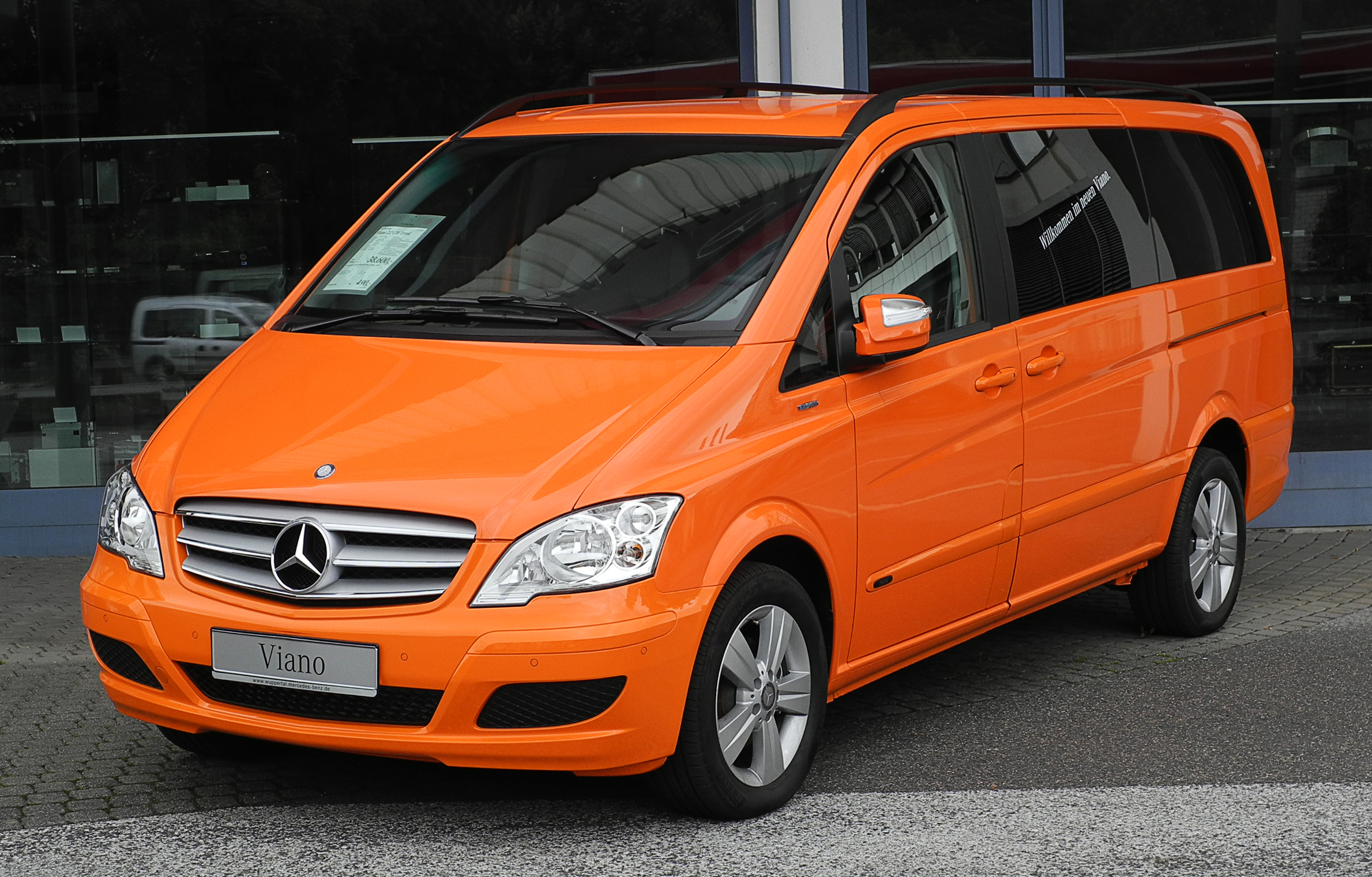
Mercedes-Benz Viano (2010-2014)
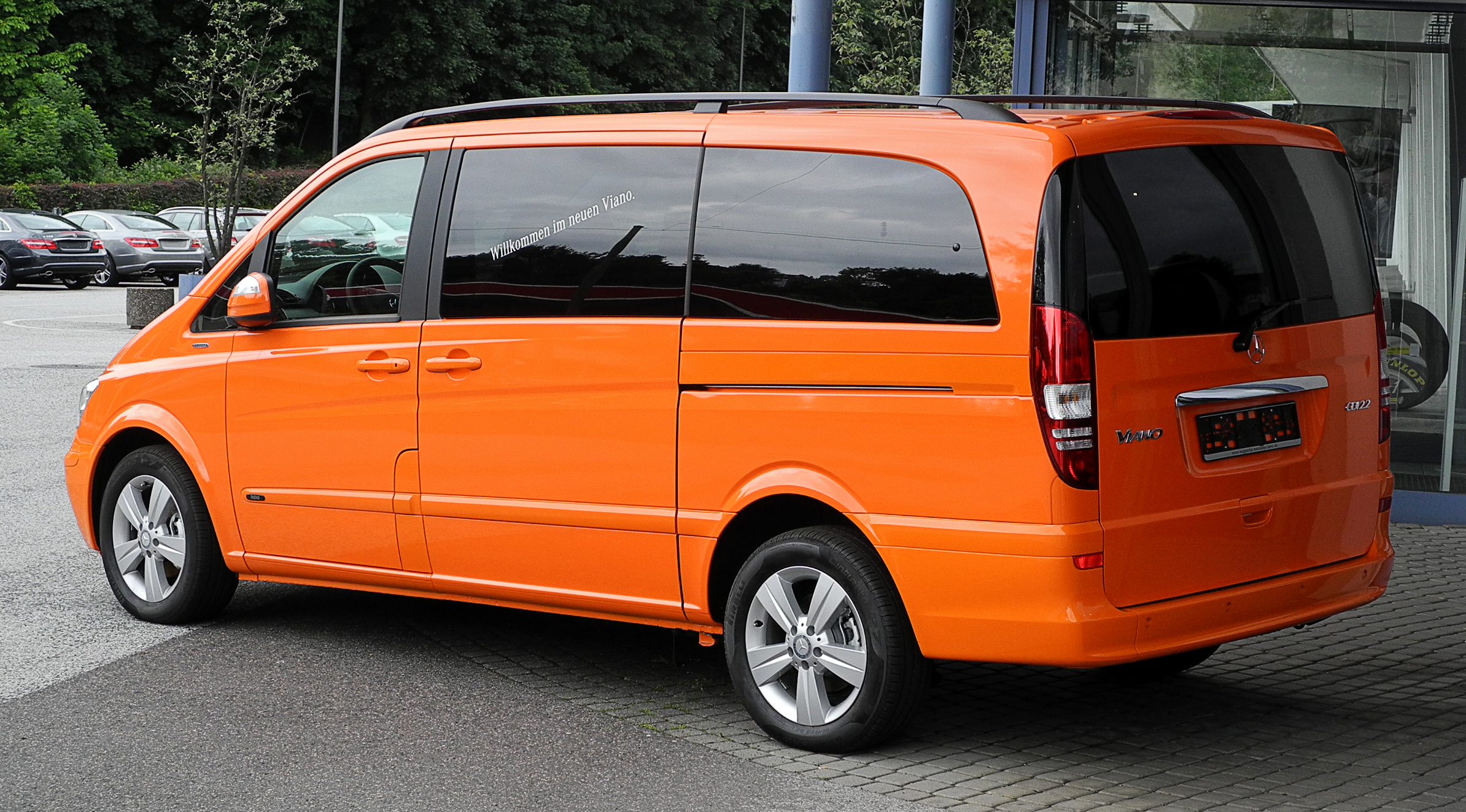
Mercedes-Benz Viano (2010-2014)
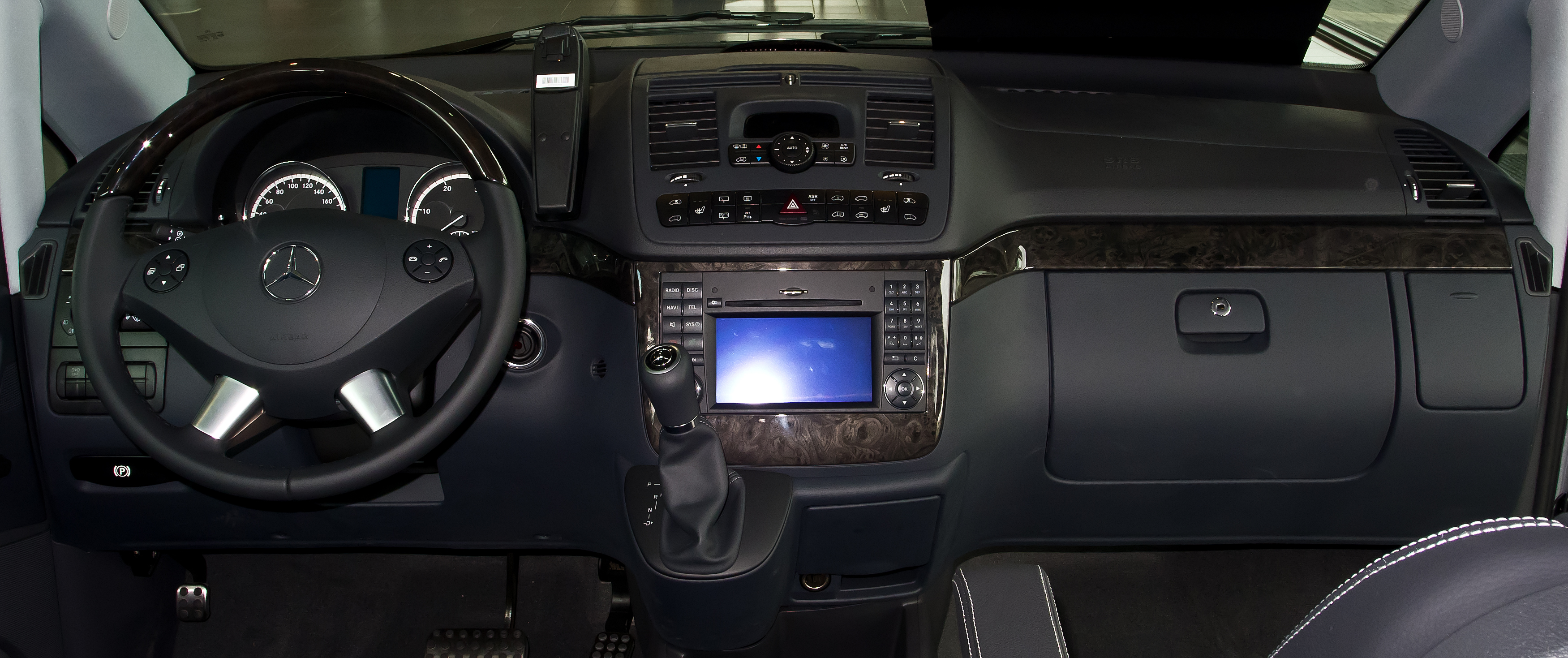
Салон Mercedes-Benz Viano (з 2010)

### Двигуни

#### Дизельні
| Viano          | Viano                 | Viano    | Viano    | Viano                 | Viano        |
| Модель         | Тип                   | Об'єм    | Циліндри | Потужність (кВт/к.с.) | Роки випуску |
| -------------- | --------------------- | -------- | -------- | --------------------- | ------------ |
| Viano 2.0 CDI  | OM 646 DE LA          | 2148 см³ | 4        | 80/109                | 2003−2006    |
| Viano 2.0 CDI  | OM 646 DE LA (evo)    | 2148 см³ | 4        | 85/116                | 2006−2010    |
| Viano 2.0 CDI  | OM 651 DE 22 LA       | 2143 см³ | 4        | 100/136               | з 2010       |
| Viano 2.2 CDI  | OM 646 DE 22 LA       | 2148 см³ | 4        | 110/150               | 2003−2006    |
| Viano 2.2 CDI  | OM 646 DE 22 LA (evo) | 2148 см³ | 4        | 110/150               | 2006−2010    |
| Viano 2.2 CDI' | OM 651 DE 22 LA       | 2143 см³ | 4        | 120/163               | з 2010       |
| Viano 3.0 CDI  | OM 642 DE 30 LA       | 2987 см³ | V6       | 150/204               | 2006–2010    |
| Viano 3.0 CDI  | OM 642 DE 30 LA       | 2987 см³ | V6       | 165/224               | з 2010       |

### Безпека
За результатами краш-тесту проведеного в 2008 році за методикою Euro NCAP Mercedes-Benz Viano отримав чотири зірки за безпеку, що є дуже непоганим результатом. При цьому за захист пасажирів він отримав 31 бал, а за захист дітей 36 балів.
| Euro NCAP | Рейтинг   |
| --------- | --------- |
| Пасажири: | 4/5 зірок |
| Діти:     | 3/5 зірок |
| Пішоходи: | 1/4 зірки |

За результатами краш-тесту проведеного в 2006 році в Австралії за методикою Australasian New Car Assessment Program (ANCAP) Mercedes-Benz Viano набрав 32,66 бали з 37 і отримав 5 зірок за безпеку.
| ANCAP    | Рейтинг   |
| -------- | --------- |
| Безпека: | 5/5 зірок |

#### Бензинові
| Viano     | Viano      | Viano    | Viano    | Viano                 | Viano                    |
| Модель    | Тип        | Об'єм    | Циліндри | Потужність (кВт/к.с.) | Роки випуску             |
| --------- | ---------- | -------- | -------- | --------------------- | ------------------------ |
| Viano 3.0 | M 112 E 32 | 3199 см³ | V6       | 140/190               | 2003−2008 з 2010 (Китай) |
| Viano 3.2 | M 112 E 32 | 3199 см³ | V6       | 160/218               | 2003−2004                |
| Viano 3.5 | M 112 E 37 | 3724 см³ | V6       | 170/231               | 2004−2007                |
| Viano 3.5 | M 272 E 35 | 3498 см³ | V6       | 190/258               | з 2007                   |

#### Viano X-Clusive
Ця спеціальна версія Viano доступна з двигунами V6. Вона має більш спортивний зовнішній вигляд (колір «металік», 18-дюймові легкосплавні диски, хромована вихлопна труба і унікальні передній і задній бампери). У салоні встановлені спеціально розроблені шкіряні сидіння «Twin», а також центральна консоль, ручка важеля КПП і декоративна планка передній панелі з обробкою з горіхового дерева.
Viano X-Clusive продається на деяких ринках.

#### Brabus iBusiness 3D
Тюнінг-ательє Brabus продемонструвала на Женевському автосалоні в 2011 році продовження лінійки iBusiness в особі мінівена Mercedes-Benz Viano. Внутрішнє оздоблення мінівена побудовано навколо 40-дюймового телевізора Sony Bravia LED TV з підтримкою 3D, до якого підключені ТВ-тюнер і ігрова приставка Sony PlayStation 3. Крім того на телевізор може виводитися зображення з Mac Mini. Автомобіль укомплектований цифровими пристроями фірми Apple: iPad, iPhone і iPod - вони використовуються для управління всіма мультимедійними функціями системи. Напроти телевізора розташовуються 2 шкіряних крісла, з можливістю трансформації в горизонтальне положення, підставкою для ніг, складними столиками, а також неподалік знаходиться холодильник.
Технічно автомобіль також зазнав змін. Brabus iBusiness 3D оснащений 6,1 л двигуном V8, який розвиває потужність 426 к.с. і крутний момент 612 Нм. З місця «до сотні» завдяки такому мотору бізнес-мінівен розганяється за 5,9 с і розвиває максимальну швидкість 250 км/год. Крім такого мотора можна замовити менш потужні модифікації, обладнані двигунами об'ємом 2,2 CDI, 3,0 CDI, 3,5, 3,8, 4,0 і 4,4 літра.
| Brabus           | Brabus | Brabus   | Brabus                | Brabus       |
| Модель           | Об'єм  | Циліндри | Потужність (кВт/к.с.) | Роки випуску |
| ---------------- | ------ | -------- | --------------------- | ------------ |
| Viano 4.4 Brabus | 4,3 л  | V6       | 239/325               | ?            |
| Viano 6.1 Brabus | 6,0 л  | V8       | 313/426               | ?            |